# Maarten Hogenhuis
Maarten Hogenhuis (Leeuwarden, 1986) is een Nederlandse jazz-saxofonist, componist en bandleider die jazz, pop en geïmproviseerde muziek speelt.
Hogenhuis speelt in verschillende groepen: de 'powerjazzgroep' Bruut!, het kwintet van Reinier Baas en Krupa & The Genes. Tevens leidt hij zijn eigen trio - het Maarten Hogenhuis Trio -, waarmee hij put uit eigen werk, de onbekendere standards uit het 'American Songbook' en Nederlandse composities (bijvoorbeeld van Misha Mengelberg). Hij heeft als sideman meegespeeld op albums van onder andere Reinier Baas, Robbert Scherpenisse, Thomas Baggerman en Maartje Meijer. Onder eigen naam zijn inmiddels twee albums uitgekomen. In 2013 won hij een 'Keep an Eye International Jazz Award'. In 2015 en 2017 speelde hij op het North Sea Jazz Festival en hij heeft verschillende keren opgetreden in het programma De Wereld Draait Door.

## Discografie
Als leider
- '4/3', 2014
- Mimicry, 2017
- Rise & Fall, 2019
- Trio +3, 2020 (North Sea Jazz Composition Project)

Als 'sideman' (selectie)
- Krupa & The Genes - Two (2017)

- Krupa & The Genes - Krupa & The Genes (2014)

BRUUT!
- Bruut!, 2012
- Fire, 2013
- Mad Pack, 2015
- Superjazz, 2017
- V, 2018
- Go Surfing, 2019 (met Anton Goudsmit)
- Zest,2022

Reinier Baas
- More Socially Relevant Jazz Music, 2011
- Mostly Improvised Instrumental Indie Music, 2012
- Smooth Jazz Apocalypse, 2014

## Prijzen en onderscheidingen
- Keep an Eye International Jazz Award ('Beste Solist' en 'Beste Band'), 2013
- Laren Singer Jazz Award, 2014
- Conservatorium Talent Award, 2014